# Charles Zwolsman
Charles Zwolsman Sr (ur. 6 sierpnia 1955 roku w Oostzaan, zm. 21 stycznia 2011 w Nieuwegein) – holenderski kierowca wyścigowy.

## Kariera
Zwolsman rozpoczął karierę w międzynarodowych wyścigach samochodowych w 1986 roku od startów w Dutch Sports 2000 Championship, gdzie zdobył tytuł mistrzowski. W późniejszych latach Holender pojawiał się także w stawce World Sportscar Championship, Interserie Div. 1, IMSA Camel Lights, Sportscar World Championship, 24-godzinnego wyścigu Le Mans oraz Festiwalu Formuły Ford.